# Glace de viande
 (août 2014).
Si vous disposez d'ouvrages ou d'articles de référence ou si vous connaissez des sites web de qualité traitant du thème abordé ici, merci de compléter l'article en donnant les références utiles à sa vérifiabilité et en les liant à la section « Notes et références ».
La glace de viande résulte de la réduction lente de fonds très clairs jusqu'à obtention d'une substance pâteuse ou sirupeuse. Elle est utilisée pour finir les sauces ou les corser. Elle a été utilisée au XIXe siècle pour la conservation de la viande.